# Nauruà
El nauruà (dorerin Naoero) és un idioma parlat a la petita illa de Nauru. El nombre estimat de parlants és d'uns 7000, un 50% de la població. Gairebé tots els parlants són bilingües en anglès. Forma part de llengües micronèsies, en concret de la família austronèsica. Els seus codis ISO 639 són 'na' i 'nau'.

## Dialectes
Segons un estudi publicat a Sydney el 1937, a Nauru hi havia gran diversitat de dialectes fins que l'illa es va convertir en una colònia alemanya el 1888, i fins a la publicació dels primers textos escrits en nauruà. Les variacions arribaven a ser tan diferents que persones de diversos districtes gairebé sempre tenien problemes per entendre's completament entre si. Amb el creixement de la influència de les llengües estrangeres i amb l'augment de textos escrits en nauruà, els dialectes es van barrejar en un llenguatge estàndard, que va ser promogut a través de diccionaris i traduccions per Alois Kayser i Philip Delaporte. Avui dia hi ha una variació dialèctica significativament menor. Al districte de Yaren i a l'àrea circumdant, es parla un dialecte epònim que és només lleugerament diferent del nauruà estàndard.

## Textos

### El diccionari Delaporte de nauruà
El 1907, Philip Delaporte va publicar un diccionari de butxaca alemany-nauruà (Taschenwörterbuch Deutsch-Nauruisch). El diccionari inclou 65 pàgines dedicades a un glossari i una dotzena de pàgines dedicades a frases ordenades alfabèticament en alemany. Unes 1650 paraules alemanyes estan traduïdes al nauruà, algunes de les quals amb frases o sinònims. Hi ha unes 1300 formes úniques nauruanes. Els accents no són comuns i només es fa servir un accent escrit actualment.

### Text en nauruà
El següent exemple de text és de la Bíblia (Gènesi, 1.1-1.8):
¹Ñaga ã eitsiõk õrig imim, Gott õrig ianweron me eb. ²Me eitsiõk erig imin ñana bain eat eb, me eko õañan, mi itũr emek animwet ijited, ma Anin Gott õmakamakur animwet ebõk. 3Me Gott ũge, Enim eaõ, me eaõen. 4Me Gott ãt iaõ bwo omo, me Gott õekae iaõ mi itũr. ⁵Me Gott eij eget iaõ bwa Aran, me E ij eget itũr bwa Anũbũmin. Ma antsiemerin ma antsioran ar eken ũrõr adamonit ibũm. ⁶Me Gott ũge, Enim tsinime firmament inimaget ebõk, me enim ekae ebõk atsin eat ebõk. 7Me Gott eririñ firmament, mõ õ ekae ebõk ñea ijõñin firmament atsin eat ebõk ñea itũgain firmament, mõ ũgan. 8Me Gott eij egen firmament bwe Ianweron. Ma antsiemerin ma antsioran ar eke ũrõr karabũmit ibũm.
És notable que el vocabulari nauruà conté algunes paraules prestades de l'alemany (per exemple Gott, Déu, i Firmament, firmament), les quals es remunten a la forta influència dels missioners germans. Hi ha també paraules prestades del llatí, com "orig" (del llatí origo, origen).

### Algunes paraules
| Nauruà         | Català                  |
| -------------- | ----------------------- |
| Anubumin       | Nit                     |
| Aran           | Dia                     |
| Bagadugu       | Avantpassats            |
| (E)kamawir Omo | Bons desitjos           |
| Ebok           | Aigua                   |
| Firmament      | Terra; esfera celestial |
| Gott           | Déu                     |
| Ianweron       | Cel                     |
| Iao            | Llum                    |
| Iow            | Pau                     |
| Itur           | Foscor                  |
| Orig           | Inici                   |
| Tarawong (ka)  | Adéu                    |